# 8월 2일
8월 2일은 그레고리력으로 214번째(윤년일 경우 215번째) 날에 해당한다.

## 사건
- 기원전 216년 - 칸나에 전투: 카르타고의 한니발이 로마군에게 승리하다.
- 1589년 - 프랑스 앙리 4세 즉위, 부르봉 왕조 시작
- 1385년 - 스페인 팜플로나에서 최초로 기록된 투우를 행하다.
- 1907년 - 대한제국, 연호(年號)를 광무(光武)에서 융희(隆熙)로 변경.
- 1916년 - 영친왕 이은(李垠)의 비 일본 황족 이방자(李方子)로 결정.
- 1918년 - 일제, 시베리아에 파병 선언.
- 1932년 - 칼 데이비드 앤더슨이 양전자를 발견하다.
- 1964년 - 대한민국 국회, 언론윤리위원회법 가결.
- 1964년 - 통킹 만 사건: 북베트남의 어뢰정이 미국 구축함을 공격하다.
- 1974년 - 아시아개발은행(ADB) 발족.
- 1989년 - 평화민주당 김대중 총재, 서경원 의원 밀입북 사건과 관련되어 국가안전기획부에 구인.
- 1990년 - 이라크가 쿠웨이트를 침공, 걸프 전쟁이 시작되었다.
- 2000년 - 한미 대표, 한미행정협정(SOFA)를 다른 나라 수준으로 개정키로 합의.
- 2002년 - 앙골라반군 군대 해산으로 27년 앙골라 내전 완전 종결.
- 2010년 - 파키스탄 북서부에서 발생하는 홍수로 사망자가 1천 100명까지 늘어났으며, 2만 7천명이 고립했다고 AP통신이 밝혔다.
- 2014년 - 중국 장쑤성 쿤산 시의 한 금속공장에서 폭발이 발생해 65명이 사망하고 73명이 부상당하였다.
- 2016년 - 템펠 1 혜성이 접근함
- 2023년 - 강남 롤스로이스 뺑소니 사건이 발생했다.

## 문화
- 1999년 - 삼성 라이온즈 이승엽 선수, 43호 홈런 쳐 시즌 최다 홈런 신기록 달성되었다.
- 2002년 - 영동선 새마을호 춘양역 운행중단 .
- 2007년 - 대한민국 가수 소녀시대가 SBS 인기가요를 통해 데뷔.
- 2010년 - 새만금 방조제가 세계에서 가장 긴 방조제로 기네스북에 등재.

## 탄생
- 1417년 - 조선 전기의 성리학자, 문신, 정치인, 언어학자, 외교관 신숙주(申叔舟). (~1475년)
- 1835년 - 미국의 발명가 일라이셔 그레이. (~1901년)
- 1849년 - 양시칠리아 공주 마리아 피아. (~1882년)
- 1870년 - 독일의 사회학자 마리안 베버. (~1954년)
- 1894년 - 일제강점기의 조선의 귀족 이동훈. (~1948년)
- 1907년 - 대한민국의 정치인 최영철. (~1991년)
- 1911년 - 대한민국의 정치인, 법조인 김선태. (~1978년)
- 1916년 - 대한민국의 비전향 장기수 김종호. (~2003년)
- 1918년 - 대한민국의 법조 겸 정치인 김정두. (~1985년)
- 1919년 - 미국의 영화배우 네헤미아 퍼소프. (~2022년)
- 1923년 - 이스라엘의 정치인 시몬 페레스. (~2016년)
- 1924년 - 미국의 작가 제임스 볼드윈. (~1987년)
- 1928년 - 대한민국의 범죄인, 정치 깡패 신정식. (~1961년)
- 1932년
  - 미국의 스포츠 기업인 라마 헌트. (~2006년)
  - 아일랜드의 배우 피터 오툴. (~2013년)
- 1937년
  - 일본의 비디오 예술가 구보타 시게코. (~2015년)
  - 캐나다의 연주가 가스 허드슨. (~2025년)
- 1939년 - 미국의 영화감독 웨스 크레이븐. (~2015년)
- 1942년 - 네덜란드의 축구 선수 레오 베인하커르. (~2025년)
- 1946년 - 대한민국의 배우 허현호.
- 1947년 - 스페인의 팝 가수 마시엘.
- 1948년 - 대한민국의 배우 최은숙.
- 1952년 - 프랑스의 전 축구 선수, 축구 감독 알랭 지레스.
- 1955년 - 프랑스의 배우, 희극인 뮤리엘 로빈.
- 1956년
  - 대한민국의 정치인 이종혁.
  - 대한민국의 경찰 출신 사회기관단체인 이성한.
- 1957년
  - 대한민국의 성우 이종혁.
  - 대한민국의 기업인 구본걸.
- 1958년 - 일본의 성우 하야미 쇼.
- 1959년 - 대한민국의 기업인 김방신.
- 1960년 - 대한민국의 전 기업인 이영원.
- 1962년
  - 대한민국의 성우 김수경.
  - 미국의 전직 배우, 사진가 신시아 대니얼.
- 1964년 - 미국의 배우 메리루이즈 파커.
- 1965년
  - 일본의 야구 선수, 야구 감독 와타나베 히사노부.
  - 대한민국의 야구 선수 김선일.
- 1966년
  - 대한민국의 화가 공윤성.
  - 미국의 야구 선수 팀 웨이크필드. (~2023년)
- 1968년 - 독일의 축구 선수 슈테판 에펜베르크.
- 1969년
  - 대한민국의 야구 선수 구대성.
  - 대한민국의 뮤지컬 배우 최정원.
  - 대한민국의 배우 윤미향.
- 1970년 - 미국의 영화감독 케빈 스미스.
- 1971년 - 대한민국의 축구 선수 조진호. (~2017년)
- 1973년 - 대한민국의 전 야구 선수 박근영.
- 1974년
  - 대한민국의 정치인 이재정.
  - 대한민국의 전 야구 선수 이준용.
- 1975년 - 대한민국의 가수, 정치인 김재원.
- 1976년
  - 오스트레일리아의 배우 샘 워딩턴.
  - 일본의 축구 선수 와카마쓰 다이키.
- 1977년
  - 미국의 배우 에드워드 펄롱.
  - 대한민국의 작가 김주영.
- 1979년
  - 북한의 유도 선수 계순희.
  - 미국의 야구 선수 콜비 루이스.
- 1981년 - 러시아의 종합격투기 선수 알렉산드르 예멜리야넨코.
- 1982년
  - 미국의 야구 선수 그래디 사이즈모어.
  - 대한민국의 필드하키 선수 박선미.
  - 일본의 축구 선수 나가노 사토시.
- 1983년
  - 몬테네그로의 축구 선수 제난 라돈치치.
  - 대한민국의 가수 정아. (애프터스쿨)
- 1984년
  - 이탈리아의 축구 선수 잠파올로 파치니.
  - 스웨덴의 축구 선수 닐라 피셰르.
  - 대한민국의 아나운서 조은유.
  - 대한민국의 래퍼 딥플로우.
  - 대한민국의 성우 박노식.
- 1985년
  - 대한민국의 전 농구 선수 정선화.
  - 러시아의 래퍼 지간.
  - 미국의 배우 브릿 로어.
- 1986년
  - 대한민국의 배우 강서준.
  - 일본의 성우 오사카 료타.
  - 일본의 축구 선수 다카하기 요지로.
- 1987년 - 대한민국의 인터넷 방송인 빅윈
- 1988년 - 대한민국의 기상캐스터 이상미.
- 1989년
  - 대한민국의 야구 선수 조성진.
  - 벨기에의 축구 선수 나세르 샤들리.
  - 영국의 음악 프로듀서 조너스 블루.
- 1990년 - 대한민국의 가수, 뮤지컬 배우 김추리.
- 1991년 - 대한민국의 가수 김태양. (탑독)
- 1992년
  - 영국의 가수 찰리 XCX.
  - 미국의 모델 칼리 클로스.
  - 대한민국의 스타그래프트,프로게이머 김원형.
  - 대한민국의 야구 선수 홍성갑.
- 1993년
  - 대한민국의 미스코리아 신수민.
  - 잉글랜드의 싱어송라이터 레이 BLK.
  - 대한민국의 가수 이종민.
- 1994년 - 스웨덴의 축구 선수 에밀 크라프트.
- 1995년
  - 대한민국의 가수 진후 (업텐션).
  - 일본의 성우 쿠보타 리사.
- 1996년 - 대한민국의 유도 선수 강유정.
- 1997년
  - 대한민국의 가수 크리스 레오네.
  - 중국의 바둑 기사 커제.
- 1999년
  - 캐나다의 가수 마크 (NCT).
  - 대한민국의 축구 선수 박경민.
- 2000년
  - 대한민국의 가수 노아.
  - 대한민국의 가수 이젤.
  - 가나의 축구 선수 모하메드 쿠두스.
- 2001년 - 대한민국의 야구 선수 장재혁.
- 2002년 - 미국의 배우 우나 로런스.
- 2006년 - 일본의 배우 타마키 소라.

## 사망
- 257년 - 제23대 로마의 교황 교황 스테파노 1세. (?~)
- 640년 - 제71대 로마의 교황 교황 세베리노. (?~)
- 686년 - 제82대 로마의 교황 교황 요한 5세. (635년~)
- 1567년 - 조선의 제13대 국왕 명종. (1534년~)
- 1611년 - 일본 센고쿠 시대의 무장 가토 기요마사. (1562년~)
- 1876년 - 미국 서부 개척 시대의 총잡이, 북군 소속 군인 와일드 빌 히콕. (1837년~)
- 1921년 - 이탈리아의 가수 엔리코 카루소. (1873년~)
- 1922년 - 미국의 발명가, 기업인 알렉산더 그레이엄 벨. (1847년~)
- 1923년 - 미국의 제29대 대통령 워런 G. 하딩. (1865년~)
- 1934년 - 독일의 정치인 파울 폰 힌덴부르크. (1847년~)
- 1944년 - 독일의 군인 디트리히 크라이스. (1889년~)
- 1945년 - 이탈리아의 오페라 작곡가 피에트로 마스카니. (1863년~)
- 1946년 - 소련의 군인 안드레이 블라소프. (1900년~)
- 1950년 - 대한민국의 교육자 강성갑. (1912년~)
- 1973년 - 프랑스의 영화감독 장피에르 멜빌. (1917년~)
- 1976년 - 독일의 영화감독 프리츠 랑. (1890년~)
- 1996년 - 프랑스의 정치인 미셸 드브레. (1912년~)
- 2005년 - 대한민국의 성우 엄주환. (1950년~)
- 2011년 - 대한민국의 목사 하용조. (1946년~)
- 2013년 - 대한민국의 배우 박용식. (1944년~)
- 2016년
  - 미국의 과학자 아메드 즈웨일. (1946년~)
  - 미국의 영화배우 데이비드 허들스턴. (1930년~)
- 2018년 - 대한민국의 정치인 김맹곤. (1945년~)
- 2020년
  - 대한민국의 기업인 임성기. (1940년~)
  - 중화인민공화국의 군인 왕하이. (1926년~)
- 2021년 - 대한민국의 목사, 음악가 박재훈. (1922년~)
- 2022년 - 미국의 야구 캐스터 빈 스컬리. (1927년~)
- 2023년 - 대한민국의 영화배우 지건우. (1978년~)
- 2024년
  - 대한민국의 언론인 고광택. (1949년~)
  - 대한민국의 언론인 김영수. (1935년~)
- 2025년
  - 대한민국의 정치인 강용식. (1939년~)
  - 대한민국의 언론인 강현두. (1937년~)

## 기념일
- 성모의 날(Día de la Virgen de los Angeles): 코스타리카
- 공화국의 날: 마케도니아 공화국
- 공수부대의 날: 러시아 및 우크라이나
- 영화의 날: 아제르바이잔

## 같이 보기
- 전날: 8월 1일 다음날: 8월 3일 - 전달: 7월 2일 다음달: 9월 2일
- 음력: 8월 2일
- 모두 보기